# 拉塞爾山
拉塞爾山（英語：Mount Lassell）是南極洲的山峰，位於亞歷山大一世島東南部，俯瞰海王星冰川源頭，海拔高度1,000米，在1935年11月由美國探險家拍攝空中照片，現時由南極條約體系管理。